# 2012年ロンドンオリンピックの東ティモール選手団
2012年ロンドンオリンピックの東ティモール選手団（2012ねんロンドンオリンピックのひがしティモールせんしゅだん）は、2012年7月27日から8月12日までイギリスのロンドンで開催されたロンドンオリンピック東ティモール選手団の名簿。

## 選手団
- 人員: 選手 2人
- 開会式旗手: アウグスト・ラモス・ソアレス

## 種目別選手・スタッフ名簿及び成績

### 陸上競技
- アウグスト・ラモス・ソアレス（男子マラソン）2時間45分9秒
- Juventina Napoleão（女子マラソン）3時間5分7秒